# 仲直りはしたものの
『仲直りはしたものの』（Matinee Mouse、1966年5月9日）は、「トムとジェリー」の作品のひとつ。

## 概要
本作では、ウィリアム・ハンナ、ジョセフ・バーベラによる「トムとジェリー」短編作品のシーンが多く用いられ、和解したトムとジェリーがこれら作品群を継ぎ合わせたカートゥーン映画を自ら鑑賞するという特殊なストーリーが展開される。
実際の監督はチャック・ジョーンズであるが、スタッフクレジットではハンナ＝バーベラ名義とされている。新規描き下ろし部分のトム、ジェリーのデザインはハンナ＝バーベラ期のものに似せて作られているが、過去作品パート部分の音響は新たに収録したものが使用されている。

## 作品内容
いつも通りトムとジェリーはドタバタを繰り広げていた（このシーンは過去のハンナ＝バーベラ期の作品のワンシーンの流用）。
ある時、お互いに白旗を揚げて仲直りし彼らは映画館へ足を運ぶ。そこで上映されていたのは、自分達の今までの大喧嘩やドタバタの軌跡を追った映画作品『トムとジェリー』、現実世界のそれとまったく同じものであった。
トムとジェリーは仲良く「トムとジェリー」に見入る。しかし、お互いにやられているシーンで大笑い→仕返しを繰り返すうちに徐々に険悪なムードへ。映画館で二匹はまた大喧嘩を始めてしまう。その様子を「劇中」で喧嘩していたトム、ジェリー、スパイクが休戦し仲良く眺める、という皮肉なシーンで映画は幕を閉じる。

## 登場キャラクター
トムとジェリー
いつものように喧嘩をして一度は仲直りをしたものの、「トムとジェリー」の映画鑑賞をきっかけに結局再び喧嘩を始めてしまう。
スパイク、魔女
映画のシーンに登場。スパイクはラストで喧嘩するトムとジェリーを映画の中のトムとジェリーと共に眺めており、ハンナ＝バーベラ期のサブキャラクターで唯一新規の描き下ろしが存在する。
カナリア
前半のドタバタ劇（『トム君空を飛ぶ』のパート）に登場。
映画館の係員
偶然にも客として来たトムとジェリーを目撃し、ポスターのトムとジェリーと同一人物と感づくが、ポスターの喧嘩している絵柄と違い仲良くしていたので人違いと見ていた。

## 使用された作品とそのシーン
前半のドタバタ劇
- ここまでおいで（トムとジェリーがドアを突き破るシーン・トムがスパイクから慌てて逃げるシーン）
- トム君空を飛ぶ（ポールに捕まったトムが家の中へ投げ出されるシーン）
- やんちゃな生徒（ジェリーがドアを閉めるシーン）
- 恐怖の白ネズミ（トムがジェリーにパイをぶつける～ジェリーが壁に衝突するシーン）
- 逃げて来たライオン（トムが密室でライオンにやられるシーン）

後半の劇中劇
- ここまでおいで（トムがスパイクの鼻に噛み付くシーン・寝ぼけて肉に誘われるスパイクをジェリーが止めるシーン）
- 空飛ぶほうき（トムが魔女の箒にまたがる～木の枝に首が引っ掛かるシーン・トムが箒に魔女の術をかけられ、痛めつけられるシーン）
- ジェリーの日記（トムがジェリーにパイをぶちまけ、ジェリーが首を傾げるシーン）
- 仲良し同盟（トム、ジェリー、スパイクが喧嘩をするシーン）

## 日本でのテレビ放映
TBS系列及び他系列で、1964年～1990年頃まで時折放映された。DVDにも収録。

## 関連事項
- トムとジェリー
  - 必殺ネズミ取り - 本作と同様チャック・ジョーンズ期かつハンナ＝バーベラを監督名義とした作品。両人による「トムとジェリー」短編作品のワンシーンを多く流用した点が本作と共通する。
- ジョセフ・バーベラ
- テックス・アヴェリー
- ルドルフ・アイジング
- ドルーピー（作中に彼のポスターが登場する）
- メトロ・ゴールドウィン・メイヤー
- カートゥーン